# Saint-Paul-de-l'Île-aux-Noix
Saint-Paul-de-l’Île-aux-Noix (significando San Pablo de la Isla de Nueces (en francés)) es un municipio de la provincia de Quebec en Canadá. Es uno de los municipios pertenecientes al municipio regional de condado de Le Haut-Richelieu, en la región de Montérégie-Est en Montérégie.

## Geografía

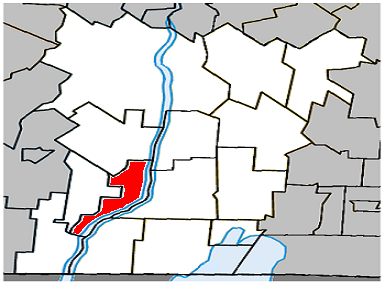
Ubicación de Saint-Paul-de-l’Île-aux-Noix en el MRC de Le Haut-Richelieu

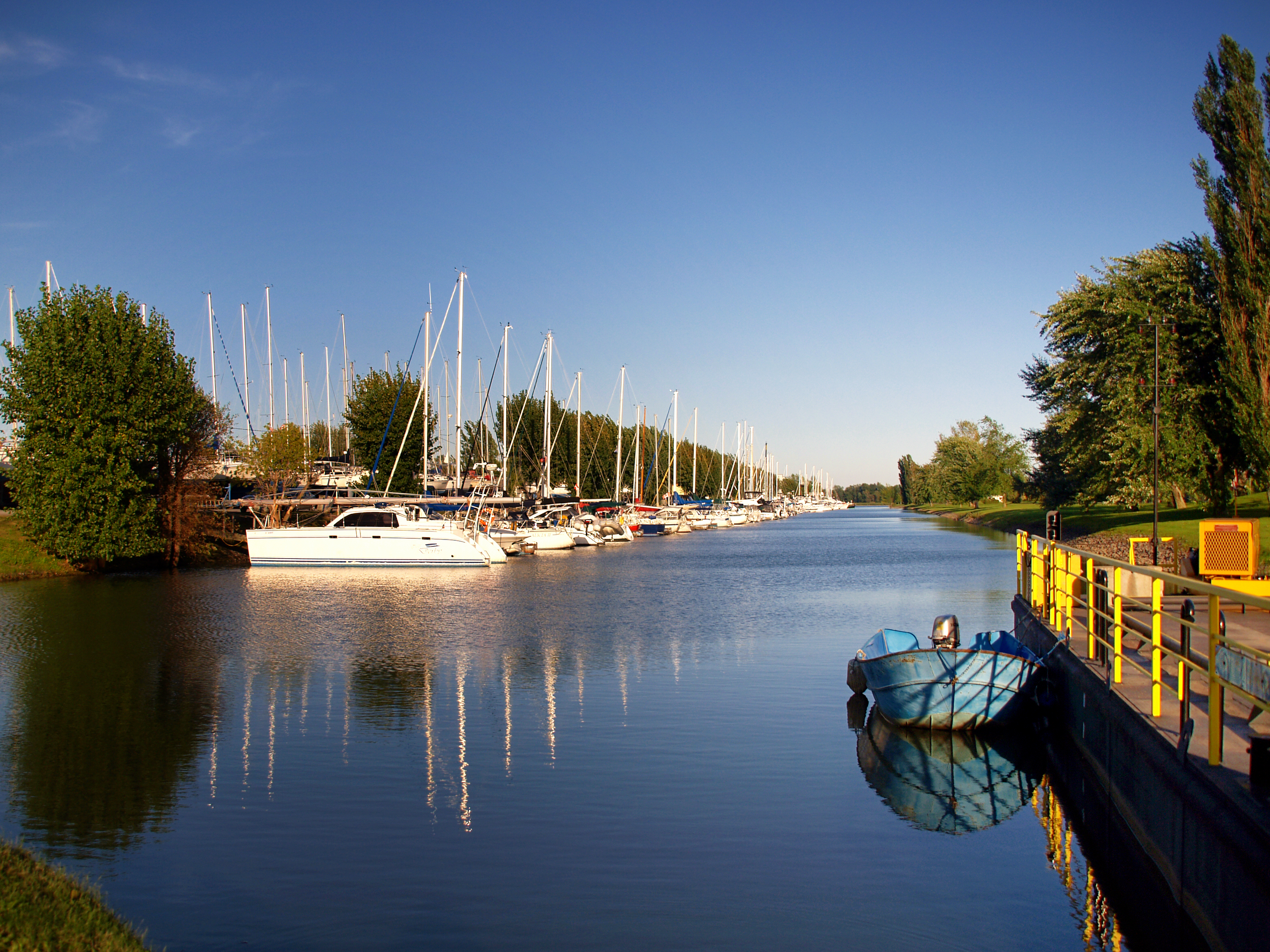
Río Richelieu

Saint-Paul-de-l’Île-aux-Noix se encuentra por la ribera izquierda en la parte sur del MRC de Le Haut-Richelieu, 20 kilómetros al sur de Saint-Jean-sur-Richelieu, la sede del MRC. Hace la forma de un rectángulo a lo largo del río al cual se agrega la île aux Noix. Está ubicado entre Lacolle al sur, Saint-Valentin al oeste, Saint-Blaise-sur-Richelieu al norte y el río Richelieu al este. En la ribera opuesta del Richelieu se encuentran los municipios de Noyan, Henryville y Sainte-Anne-de-Sabrevois. Su superficie total es de 37,23 km² de los cuales 29,88 km² son tierra firme. El Río Lacolle baña el territorio antes de desembocar en el Richelieu.

## Urbanismo

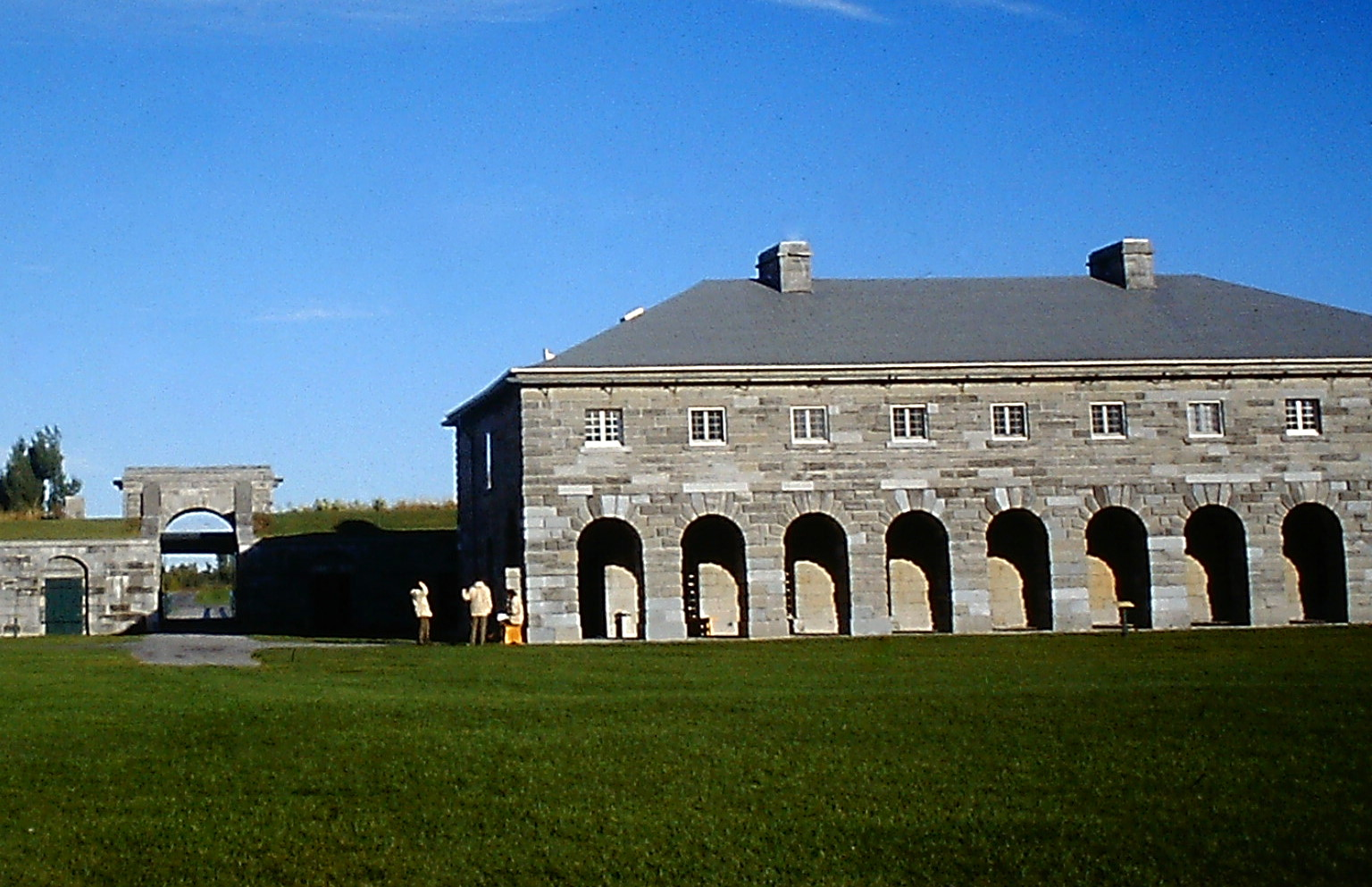
Fuerte Lennox

La geografía del municipio al largo del Richelieu inmediatamente río abajo del lago Champlain a determinado su urbanismo. Las construcciones militares históricas caracterizan su paisaje. De más, hay numerosos puertos deportivos sobre la ribera. Debido a la importancia de estas actividades, el municipio es apodado la capital náutica de Quebec.

## Historia

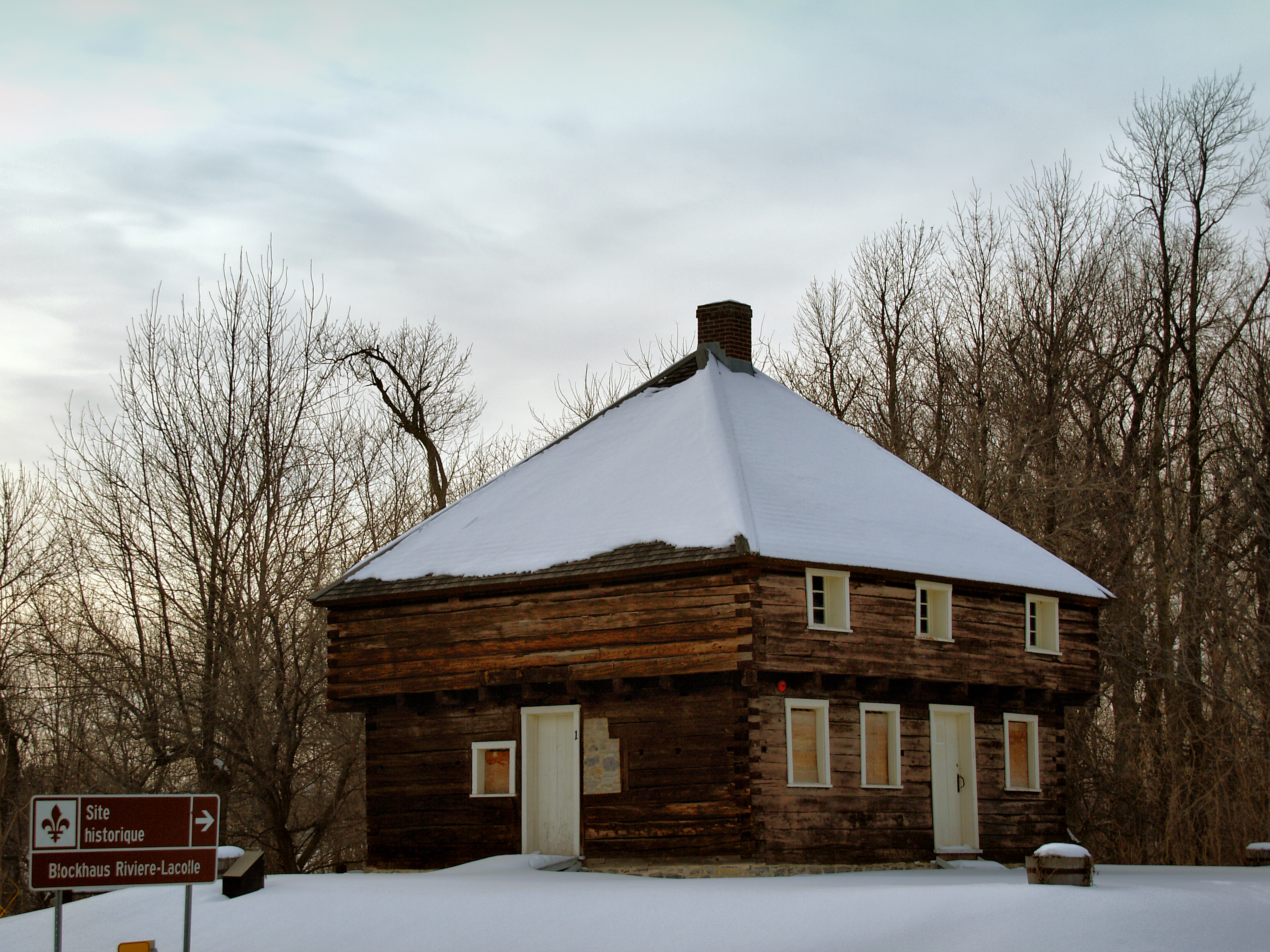
Blockhaus de la Rivière-Lacolle

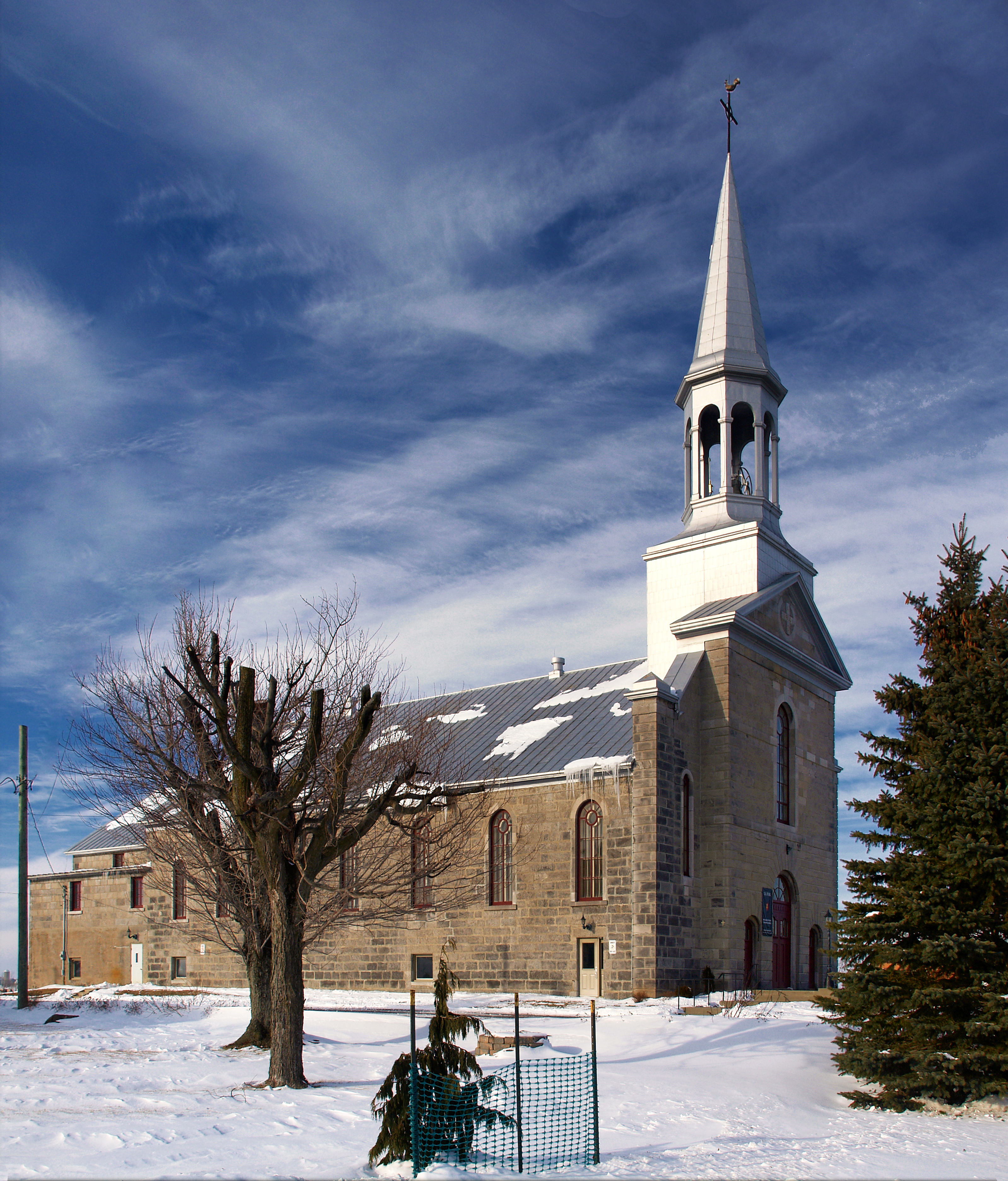
Iglesia Saint-Paul

Los amerindios frecuentaban los lugares antes la venida de los europeos. El explorador francés Samuel de Champlain visitó la île aux Noix en 1609. El nombre de la isla como hubo numerosos nogales. En 1759, durante la Guerra de la Conquista, los franceses construyeron el fuerte de l’Isle aux Noix, que cedieron a los ingleses en 1760. El fuerte, llamado Lennox por los ingleses, fue ocupado por los americanos en 1775 y 1776. El blockhaus de la Rivière-Lacolle fue erecto en 1781 para rechazar los intentos de invasión de los americanos. Durante la Guerra anglo-estadounidense de 1812, el fuerte fue utilizado por los ingleses contra la flota estadounidense en el lago Champlain.
Los primeros habitantes se han establecido al fin del siglo XVIII. La parroquia católica de Saint-Paul-de-l’Île-aux-Noix, del nombre de Paul Bruchési, obispo de Montreal, fue fundada en 1898 por división de la parroquia de Saint-Valentin aunque el municipio de parroquia de mismo nombre fue instituido en mismo año. En 2009, el municipio cambió su estatus por el municipio de Saint-Paul-de-l’Île-aux-Noix.

## Política

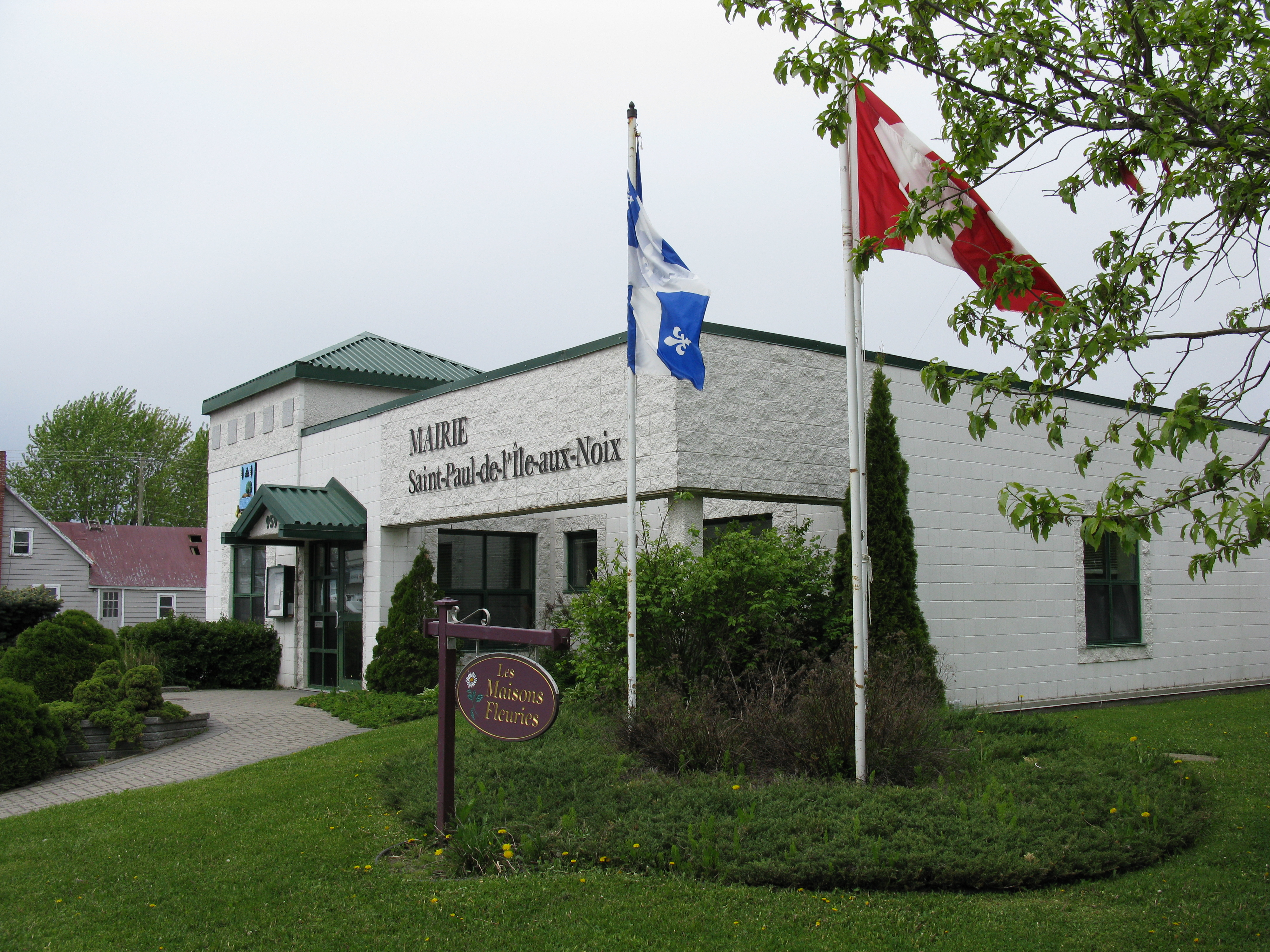
Ayuntamiento

El alcalde actual (2014) está Claude Leroux. El consejo municipal es compuesto de seis consejeros sin división territorial.
|            | 2005-2009                                                                                             | 2009-2013                                                                              | 2013-2017                                                                          |
| Alcalde    | Gérard Dutil                                                                                          | Gérard Dutil                                                                           | Claude Leroux                                                                      |
| Consejeros | Gilles Forget* Carmen Fortin Linda Gamache Jeannine Paulin Daniel Ponton** Carol Rivard Harold Simard | Pierre Cousineau Carmen Fortin Linda Gamache Daniel Ponton Carol Rivard France St-Onge | France Desroches Linda Gamache Julie Mayer Daniel Ponton Carol Rivard Denis Thomas |

* Consejero al inicio del termo pero no al fin. ** Consejero al fin del termo pero no al inicio.
El municipio está incluso en las circunscripciones electorales de Huntingdon a nivel provincial y de Saint-Jean a nivel federal.

## Demografía
Según el censo de Canadá de 2011, había 1877 habitantes en este municipio, la densidad de población era de 63,4 hab./km² y la población había decrecido de 6,0% entre 2006 y 2011. Hubo 1043 inmuebles particulares de los cuales 824 estaban ocupados por residentes habituales.
Evolución de la población total, 1991-2011